# Saint-Georges, Moselle
Saint-Georges är en kommun i departementet Moselle i regionen Grand Est (tidigare regionen Lorraine) i nordöstra Frankrike. Kommunen ligger i kantonen Réchicourt-le-Château som tillhör arrondissementet Sarrebourg. År 2022 hade Saint-Georges 192 invånare.

## Befolkningsutveckling
Antalet invånare i kommunen Saint-Georges
| Referens: INSEE |